# Председнички избори у САД 1964.
Председнички избори у САД 1964. су били 45. председнички избори по редоследу, и одржани у уторак 3. новембра 1964. У њима су се такмичили актуелни председник Линдон Џонсон и сенатор из Аризоне Бари Голдвотер. Џонсон је са 61,1% освојених гласова бирача, који су дали 486 изборничких гласова, поставио рекорд у председничким изборима. Иако је Голдвотер веома убедљиво изгубио изборе, добио је јаку подршку конзервативаца и Јужних демократа које су подржавале расну сегрегацију, па су ови избори на неки начин означили почетак политичког престројавања у којима су конзервативци и Јужне демократе полако почели да прелазе у Републиканску странку, док су либерали почели да прелазе у Демократску.

## Главни кандидати
| Lp. | Слика | Име            | Слика | Кандидат за потпредседника | Странка               |
| --- | ----- | -------------- | ----- | -------------------------- | --------------------- |
| 1.  |       | Линдон Џонсон  |       | Хјуберт Хамфри             | Демократска странка   |
| 2.  |       | Бари Голдвотер |       | Вилијам Е. Милер           | Републиканска странка |

## Резултати
| Кандидат             | Странка               | Гласови    | Гласови  | Изборници |
| Кандидат             | Странка               | Број       | Проценат | Изборници |
| -------------------- | --------------------- | ---------- | -------- | --------- |
| Линдон Џонсон        | Демократска странка   | 43.129.040 | 61,05%   | 486       |
| Бари Голдвотер       | Републиканска странка | 27.175.754 | 38,47%   | 52        |
| (необјављени бирачи) | Демократска странка   | 210.732    | 0,30%    | 0         |
| Остали кандидати     | Остали кандидати      | 126.013    | 0,18%    | 0         |
| Укупно               | Укупно                | 70.641.539 | 100%     | 538       |